# Egyptské náboženství

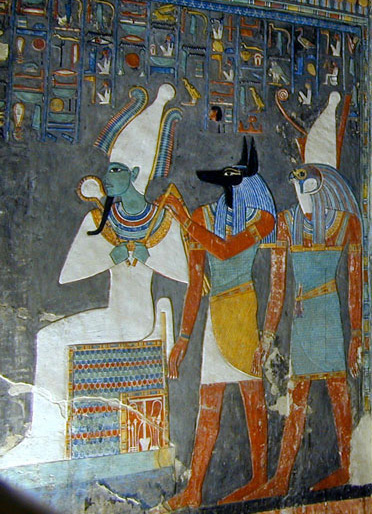
Bohové Usir, Anup a Hor

Egyptské náboženství je pojem vztahující se k náboženství starověkého Egypta. Toto náboženství je velmi odlišné od všech ostatních náboženství a to nejen formou, uctíváním, ale i způsobem jak reagovalo na okolní vlivy i svůj vlastní vývoj. Egypťané uctívali jako bohy zvířata, resp. různé fantaskní bytosti, které byly směsí zvířat a lidí. Tento aspekt zarážel např. Řeky, ale z dějin je známo více takovýchto případů, přesto je dodnes pro lidi nepochopitelný způsob jejich pohledu na svět a jejich způsob vyjadřování úcty bohům. Odlišnost, rozvinutá symbolika a nepřehledná mytologie a „náboženská filosofie“ vedla mnoho záhadologů, přívrženců teorií spojených s fenoménem UFO a mystiků k hledání kořenů těchto myšlenek právě v tomto náboženství.
Egyptská mytologie a náboženství je velmi komplikovaná, figuruje v ní velké množství bohů, kteří měli stejnou nebo velmi obdobnou funkci. Běžné je i to, že si několik bohů činilo nárok být nejvyšším a nejstarším bohem. Což egyptští kněží různě dokazovali a vzájemně propojovali zdánlivě z hlediska logiky zcela neslučitelné teorie. V egyptském náboženství se tímto problémem nezabývali, protože jejich pojetí času bylo diametrálně odlišné od našeho, tzn. dva jevy mohly začít současně a nebýt stejně staré. Egypťany netrápily ani věci jako to, že někdo zplodil sám sebe, nebo byl-li potomek starší svého rodiče.
Dalším problémem, který komplikuje orientaci v tomto náboženství, je velké množství regionálních bohů a výkladů, často i náznaků mytologie. Regionální v tomto případě může v extrémních situacích znamenat rozlišných podle jednotlivých chrámů. Celkově je známo přes tři tisíce egyptských bohů a nepředpokládá se, že jde o kompletní seznam.
Zvláštností je přísné oddělení božího světa a světa lidí, jediným prostředníkem mezi těmito světy byl egyptský král, který byl žijícím bohem. S tímto přísným oddělením se lze setkat opravdu vzácně a u takto rozsáhlých a dlouhodobých náboženství se jedná o věc zcela výjimečnou, v každém náboženství totiž nalezneme alespoň nějaké prostředníky, kteří mají význam pro oba světy (např. Perseus, svatí).

## Historický vývoj
Ačkoliv je egyptské náboženství obecně považováno za strnulé a téměř neměnné, není pravdou, že se nevyvíjelo, pouze lze říci, že tento vývoj probíhal pomaleji, než je běžné. Přesněji že procházel jakýmisi etapami a náboženství se tak vlastně vyvíjelo skokem.
Prvotní vývoj egyptského náboženství je kladen do období 5. tisíciletí př. n. l., kdy se na území Egypta začali objevovat první totemističtí bohové ve zvířecí či rostlinné podobě. Tyto představy v průběhu 4. tisíciletí přerostly do uctívání bohyně matky. Lze říci, že tento vývoj je víceméně typický pro mladší dobu kamennou. Na přelomu 4. a 3. tisíciletí postupně začalo docházet k antropomorfizaci bohů a s tím spojené personifikaci přírodních sil, zvláštní je, že již v tomto období se král stává bohem, byl totiž považován za inkarnaci boha Hora. Ve staré říši (nejčastěji bývá datována 2650 – 2189 př. n. l.) se vytvořily základní teologické školy, jejichž vliv se projevoval až do pozdního období tohoto náboženství. V této fázi egyptského náboženství, přesněji řečeno této víry lze vysledovat několik základních, vzájemně těžko slučitelných proudů. Tyto proudy splynuly časem do jednoho celku. Jednotlivé proudy byly relativně konzistentní a měly stejný základ, ale s odlišným výkladem důležitosti jednotlivých bohů a principů. Vytvořením jednotného náboženství vznikl těžko pochopitelný, vzájemně si odporující celek. Spojení těchto směrů nebylo nikdy dokonalé, což je patrné na tom, že každý vládce preferoval určité bohy, tím vznikali kombinovaní bozi (např. Amon-Re) jejichž funkce nemusela vždy být příbuzná, někteří bozi během vývoje naopak splynuli s jinými. Tyto kombinace nemusely být nutně dvou bohů. Zcela běžné byla kombinace tří a vzácněji i více bohů.
Tato roztříštěnost náboženství byla většinou dána lokálně, kde si daná božstva svoje pozice uchovávala i v čase, ale v jiné části země již mohl být za stvořitele považován jiný člen božského pantheonu Egypta. Příkladem může být vzestup do nejvyšších božských kruhů boha Amona, který si takto polepšil, když se Veset, centrum jeho kultu, stalo zároveň i hlavním městem Egypta. Obzvláště k tomuto vývoji pak pomohlo i vyhnání Hyksósů, které uskutečnili právě faraoni z Vesetu, kteří toto dokázali "pod ochranou Amonovou". A právě také nejpozději od panovníků 18. dynastie je faraon považován za Amonova syna, ačkoliv již od 5. dynastie bylo součástí královské titulatury fráze Syn Reův.
Po rozpadu staré říše došlo k nejdynamičtějšímu vývoji tohoto náboženství, prakticky během sto padesáti let se změnil náhled na mrtvé a prosadil se kult Usira, čímž došlo k podstatným změnám v představách co je po smrti, mj. vznikla i myšlenka soudu a celé učení o ba (část duše). Tento rozvoj ustal s počátkem tzv. střední říše 2040 př. n. l., po jejíž trvání se, z hlediska vývoje náboženství v měřítku celého Egypta, nestalo nic. V tuto dobu byly pouze rozpracovány a do systému začleněny myšlenky spojené s Usirovým kultem. Jednotlivá centra lépe propracovala svoje náboženské názory.
Po rozpadu střední říše (1658 př. n. l.) se do Egypta dostalo větší množství bohů ze Sýrie, jejichž vliv je patrný až do zániku nové říše (1070 př. n. l.). Po zániku nové říše se rozvinuly kulty spojené se zvířaty a rostlinami. Zvířata a rostliny již nebyly považovány za zjevení boha, ale staly se samotnými bohy. Zhruba v 6. století př. n. l. nabyla na významu magie, která patrně byla populární mezi prostými lidmi. Dle tohoto názoru, mohli magii provozovat nejen bohové, ale i osoby které ji studovaly.
Po roce 332 došlo k částečné helenizaci Egypta a náboženství tak získalo smíšený charakter, tento trend trval i po roce 30 př. n. l., kdy se Egypt stal součástí Starověkého Říma. Proces helenizace byl ovšem nejsilnější na severu země a čím více na jih, tím byl tento vliv slabší. V náboženské rovině se helenizace projevila například v podobě boha Serapida, který byl splynutím řeckého Dia a egyptského Usíreva.
Toto náboženství zaniklo prakticky až s příchodem křesťanství, které zde zůstalo uchováno ve zvláštní (koptské) podobě dodnes. V této souvislosti je třeba poznamenat, že v Egyptě se křesťanství rozšířilo bez odporu původní víry. To bývá vysvětlováno jednak tím, že došlo k vyčerpání egyptského náboženství a to již nebylo schopno nabízet alternativu, nebo tím, že některé prvky křesťanství zdánlivě odpovídaly původní víře. Křesťanství podobný přístup k domácí víře naopak nemělo, přesto však toto náboženství přežilo pozoruhodně dlouho a poslední chrám byl uzavřen až na počátku středověku, roku 535. V domácí podobě se mohlo udržet ještě i několik let poté, avšak arabský vpád v roce 636 se již nesetkal ani se zbytky nějakého egyptského náboženství.

### Hlavní náboženské proudy
- Devatero z Heliopolis (eneáda), hlavním bohem byl Atum
- Osmero z Hermopolis, s hlavním bohem jménem Re
- Trojice Chnum-Satet-Anuket z Elefantiny, hlavním bohem byl Chnum
- Thébská trojice Amon-Mut-Chonsu, hlavní bůh byl Amon
- trojice z Memfisu Ptah-Sachmet-Nefertem, je neobvyklá v tom, že tito bozi nebyli spojováni před vznikem této trojice, hlavní bůh byl Ptah. Tato trojice nese jisté rysy monoteismu.
- tzv. Mýtus o Usirovi a trojice Usir-Eset-Hor - významná součást náboženství společná pro celý Egypt, Usir a Eset byli součástí Iunské (Heliopolské) eneády

## Amarnské (monotheistické) období
Jde o krátké období dějin starověkého Egypta, kdy byl původní systém bohů nahrazen modelem jednoho boha, ovšem tato náboženská reforma se neudržela a společnost se navrátila ke starým tradicím.
Toto období je úzce spjato s panovníkem Amenhotepem IV. který tuto reformu vytvořil a existovala v podstatě jen za jeho vlády. Během ní zakazuje nejdříve Amonův kult a později i kulty všech ostatních bohů. Jediným povoleným božstvem je Aton. Ten existoval již dříve, byl však málo významným božstvem a na významu začal nabírat až ke sklonku 18. dynastie, hlavně pak za života Amenhotepa IV.
Faraon si i sám mění jméno na Achnaton a staví svému bohu nové město (čisté a nezkažené starými bohy), které pojmenoval Achetaton („Atonův obzor“) a ze kterého pak po zbytek svého života vládl. Toto město je v současnosti označováno podle dvou vesnic ležící v blízkosti jeho pozůstatků jako Tell el-Amarna, či zkráceně Amarna, podle čehož toto období také dostalo svůj název (někdy též nazýváno achnatonké, atonské/atonistické či kacířské apod.).
Amenhotep nakonec umírá po 16 či 17 letech panování a dodnes není jasné, zda zemřel přirozeně či zda byl odstraněn. Po jeho smrti nastoupil na Smenchkare, který byl několik let jeho spoluvládce. Samostatně však vládne jen velmi krátce a dodnes se neví kdo to vlastně byl (syn s harémovou manželkou, syn věrného dvořana nebo sama Nefertiti, to jsou nejvíce uvažované možnosti). Ani u něj není jasné, zda zemřel přirozeně či zda byl odstraněn.
Po něm nastupuje Tutanchaton, který krátce dále pokračoval v téže linii jako jeho předchůdce Smenchkaré, ovšem již po třech letech se přesunul i s dvorem z Achetatonu zpět do Vésetu a změnil si i jméno na Tutanchamon („Živý obraz Amonův“). Během jeho vlády se pomalu obnovovaly staré pořádky, které předcházely náboženské reformě a město Achetaton bylo opuštěno. I Tutanchamon zemřel za nevyjasněných okolností po devíti letech vlády.
Za vlády Tutanchamonových nástupců, Aje a Haremheba, pokračovala restaurace předrevolučních poměrů, a nakonec dochází i k likvidaci nápisů obsahující Achnatonovo či Atonovo jméno. Za Ramesse I. (Haremhebův nástupce, první panovník 19. dynastie) již po ní nezbyly téměř žádné stopy.
Lze spekulovat, nakolik bylo Amenhotepovo vystupování vůči Amonovi a jeho kněžím motivováno mocensky (v té době mělo amonovo kněžstvo velikou moc, o níž je Achnaton připravil) a nakolik nábožensky. Jisté jenom je, že jeho reforma byla velmi radikální a ve svém důsledku neúspěšná. Přesto však na celou kulturu a i na Egypt jako takový mělo toto období značný vliv, který byl patrný i přes značné snahy pozdější generace o vymazání tohoto období z dějin (viz vlivy reformy).

## Vlivy
Nejsilnějším prvkem v egyptské mytologii je předdynastický vliv přírodních náboženství, i ve velmi pozdní verzi egyptského náboženství lze rozlišit původní prvky, které pocházejí od zemědělsky anebo naopak loveckým způsobem orientovaných kmenů. Zde lze vypozorovat neolitické kultury Merimbda Beni Saláma, která podle některých badatelů dala základ egyptskému způsobu pohřbívání. Již přímý vliv na egyptské bohy měla patrně bádárijská kultura, která ovlivnila především ženské bohyně egyptského pantheonu. Dalším výrazným zlomem, který ovlivnil egyptský pohled na náboženství byl vpád Hyksósů (17. století př. n. l.), jejich příchod přinesl nové bohy i jiné věci (např. zbraně), které ovlivnili další vývoj Egypta. Díky Hyksósům se Egypťané setkali s Baalem, jehož vliv je patrný na Sutecha.
Také egyptské náboženství ovlivnilo některé prvky jiných náboženství, ačkoli stejně jako u celé egyptské kultury nelze tvrdit, že šlo o vliv masový. Největší vliv na jiná náboženství měla pravděpodobně Isis a Sutech. V některých egyptských bozích lze najít vliv Libye, podle některých badatelů se zde uplatnil i vliv Sumeru a později i jiných náboženství se kterými se Egypťané setkali. Tyto vlivy však nebyly významné a lze říci, že v některých případech nelze s jistotou tvrdit, že jedná o převzatý prvek.
Zajímavým důkazem, dokazujícím těsné sepětí s přírodními bohy, je velmi silný důraz na magii, což je pro takto rozvinutá náboženství velmi netypické.

## Hlavní myšlenky

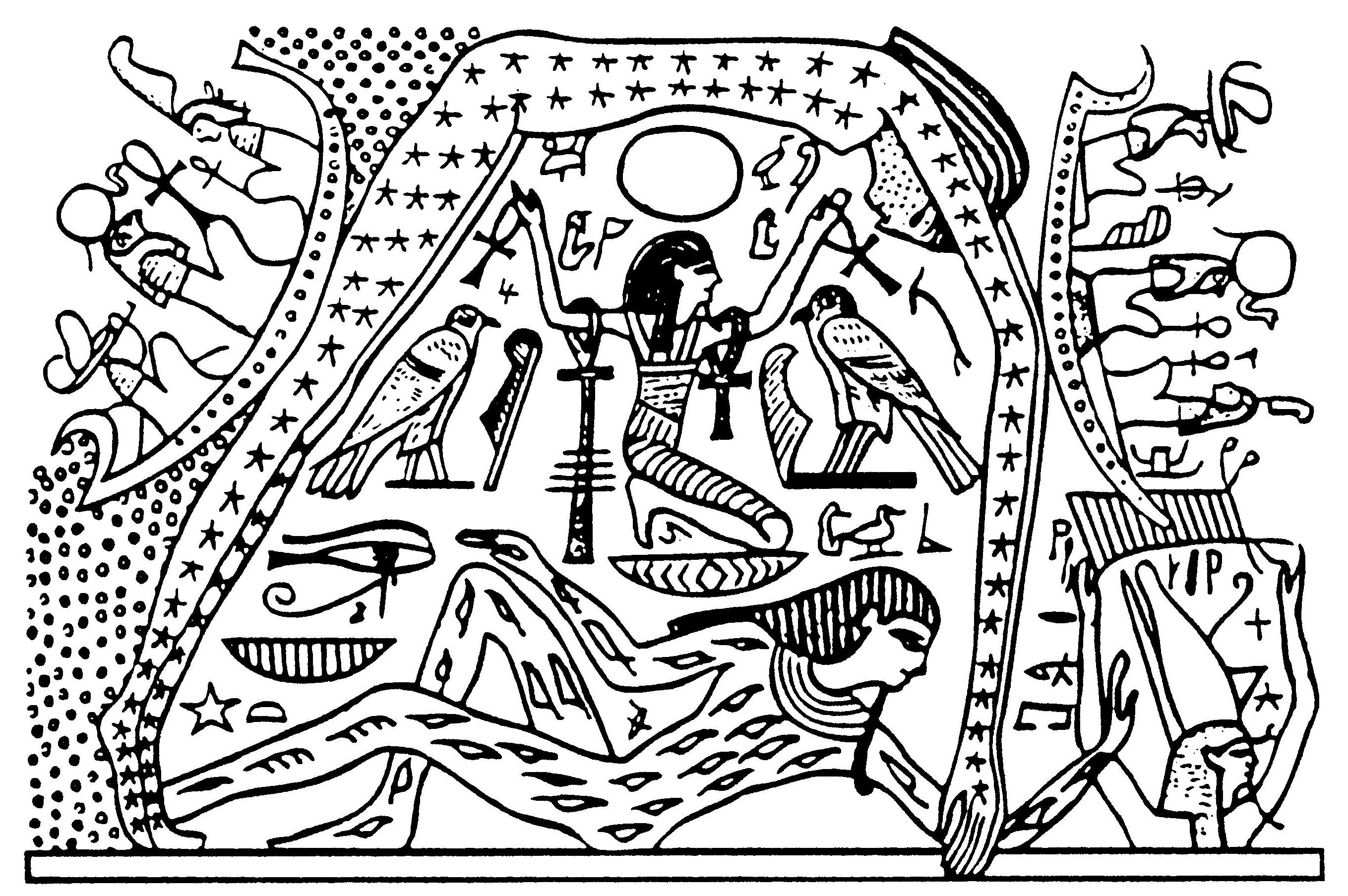
Kosmogonická koncepce Devatera: bůh Geb jako země, nad ním se klene jako nebe Nut se dvěma podobami slunečního boha Rea v bárce; nebesa drží bůh Šu

Náboženství jako takové nekladlo mnoho překážek pro běžný život, přesněji se jednalo o obecně mravní závazky a poté o povinnosti posilující roli státu. To se asi nejvýrazněji odrazilo v přesvědčení, že faraon se svým nástupem na trůn stává bůh a po smrti jím zůstává. Zrovna tak byla uctívána různá zvířata (regionálně odlišná), která byla považována za posvátná a v některých případech byla považována i za boha, takovým zvířatům byla prokazována úcta jako bohům a po smrti byla také honosně pohřbívána.

### Kosmologie
Egypťané neměli příliš rozpracovanou kosmologii, ani teorie vzniku člověka nebyla pro egyptské náboženství důležitá. Nejdříve byl vesmír naplněn tmavými vodami chaosu. Podle nejrozšířenější teorie byl prvním vzniklým bohem Re-Atum. Ten si odplivl a z jeho sliny vznikl Šu (bůh vzduchu) a Tefnut (vlhkost). Svět jako takový (především Egypt) vznikl, když Šu a Tefnut „porodili“ (přesněji vytvořili) děti: Nut (obloha) a Geb (Zem). Zajímavé je, že před těmito bohy existovali tzv. prabozi, kteří již do dění nezasahují a nejsou příliš uctíváni. Nebyli považováni za nejstarší bohy, pouze existovali již před Re. Geb a Nut (obloha a Zem) zpočátku nebyli odděleni, ale protože se často hádali, páchali smilstvo došlo k jejich oddělení. A již se neměli setkat, Nut však vyhrála (podle některých verzí si je vyprosila) nad Thovtem (v této nejčastější verzi není nijak řešeno, kde se vzal Thovt) pět dní ve kterých měla Nut vždy dítě (Usir, Eset, Sutech, Nebthet, o pátém bohu není shoda vůbec žádná, všechny tyto bohy podle nějaké egyptské teorie zplodil ještě někdo jiný). Pět dní je vysvětlení nesrovnalosti v kalendáři. Nut je také matkou boha Re.
Lidé zpravidla vznikli tak, že se Šu a Tefnut pohádali, Tefnut pak šla přes temné pustiny a ztratila se, Re-Atum pro ni poslal své oko, to ji našlo a její slzy se pak změnily na lidi.

### Smrt
Smrt byla vlastně významným prvkem egyptského náboženství i mytologie. Se smrtí byla spojena i řada komplikovaných rituálů, z nichž převážná část byla spojena s mumifikací těla. Za podmínku posmrtného života Egypťané považovali uchování těla. Postup spojený s egyptskou mumifikací pravděpodobně souvisí již s před dynastickými kulturami. Opravdový pohřeb, který obsahoval mumifikaci a důstojný hrob si mohlo dovolit zanedbatelné procento, proto většina těl byla mumifikována v poušti. Složitý systém mumifikace a honosných hrobů se vyvinul patrně někdy ve 4. dynastii. Tento druh pohřbu se opíral o mytologii spojenou s Usirovým kultem.
Dlouhou dobu se odborníci domnívali, že smrt hrála v životě Egypťanů hlavní roli, ale to je omyl, který vznikl na základě toho, že většina nalezených pozůstatků této civilizace byla spojena s náboženstvím a smrtí. To je způsobeno tím, jak vlastně Egypťané stavěli své stavby. Stavěli je totiž téměř výhradně z nepálených cihel. Kámen byl vyhrazen pouze pro náboženské stavby, k nimž patří i hrobky. Dokonce i královské paláce byly stavěny z těchto nepálených cihel. Z těchto staveb se nám do současnosti pochopitelně nezachovalo téměř nic, zatímco chrámy, hrobky a zádušní kaple jsou dodnes rozesety po celém Egyptě.

#### Podsvětí
Egyptská představa podsvětí, nebyla představa něčeho krásného, ale jednalo se pouze o svět, kde je vše větší, tzn. obilí je větší, zem úrodnější na druhou stranu pak byli „lvi hřivnatější“, prostě větší byla jak pozitivní tak negativní stránka života. I v tomto světě mohl člověk zemřít, což pak byla smrt definitivní. Aby se člověk dostal na onen svět, musel splňovat nejen předpoklad nezničeného těla, ale jeho duše nesměla cestou zabloudit, za tímto účelem byly do hrobů umisťovány tzv. Knihy mrtvých, které poskytovaly mrtvému návod, jak se dostat k soudu. Tato představa pochází až z pozdější doby, duše se dostala do místnosti, kde bylo na váhy položeno jeho srdce a na druhou misku vah bylo položeno pero bohyně pravdy Maat. Srdce reprezentovalo etický kodex Egypta, pokud bylo toto srdce lehčí než pero, dostala se duše do podsvětí v opačném případě ho sežrala Amemait (Požíračka duší). Při tomto vážení bylo přítomno 42 bohů a každý z nich položil jednu otázku, pravdivost odpovědi ukazovalo vychýlení vah.
Přestože se jednalo svět prakticky shodný, člověk zůstával příslušníkem té kasty do které se narodil (rolník rolníkem, atp.) objevil se zde (nejpozději ve střední říši) pozitivní prvek, kterým bylo méně práce, protože každý měl svého služebníka či několik služebníků (sošky umístěné v hrobech). Dále se do tohoto posmrtného života nedostali loupežníci, nebyli zde vojáci a byl tak věčný mír. Co se stalo z profesionálního vojáka je nedořešená otázka, na kterou neexistuje jednoznačná odpověď.
Původně byl tento svět umístěn ve vesmíru, ale počátkem střední říše se představa o umístění tohoto světa posunula do podzemí, což byl relativně významný předěl v nazírání na tento svět.

### Řád

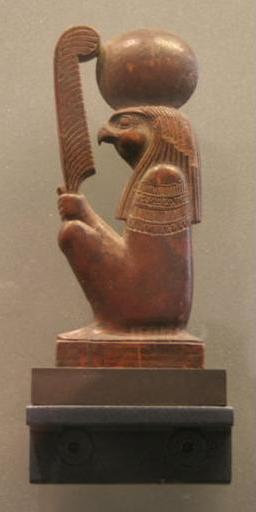
Sluneční bůh jako Pán řádu

Dalším důležitým principem je maat – řád. Tento pojem byl jedním ze základních kamenů (nejen) náboženského myšlení starověkých Egypťanů - jeho dodržování mělo zajistit stabilitu světa a jeho řádný chod. O jeho důležitosti vypovídá i fakt, že i faraonovi, který byl v jistém smyslu sám chápán jako božská (tedy z pravidel lidského světa vyňatá) bytost, byl nejpozději od konce Staré říše tento princip nadřazen a hlavním úkolem panovníka bylo nést zodpovědnost a veškerým jednáním přispívat k dodržování maat. Zosobněním pojmu ve staroegyptském náboženství byla stejnojmenná bohyně Maat a její symbol – pštrosí pero.
Samotné slovo maat je pro svou komplexnost jen obtížně přeložitelné a spojuje v sobě pojmy jako „pravda“, „harmonie“ a „stabilita“ či prostě „správné jednání“. Reprezentuje všechno to, co je správné a nutné pro správný běh věcí. Je to univerzální neměnný kosmický řád zahrnující svět lidí i svět bohů a jejich vzájemné nejen propojení, ale i závislost. Výrazem fungování maat ve světě bohů jsou především mýty a legendy, v kosmickém smyslu se projevuje v pravidelných nezměnitelných a z lidského hlediska věčných přírodních cyklech (zejména v cyklu slunečním a lunárním - proto byli bohové Re a Thovt označováni jako „Pán maat“), ve světě lidském pak v existenci státu a v řádném fungování jeho institucí, v zachovávání společenských pravidel a nejpozději od doby Nové říše i v osobní lidské mravnosti. V důsledku toho v egyptském pojetí splývalo respektování pravidel všeho druhu každým jednotlivcem v jedno s podporováním a udržováním kosmického řádu, jejich nedodržování (především panovníkem, ale nejen jím) naopak mohlo vést k jeho narušení. Zhroucením maat by došlo k zániku světa a k vítězství chaosu (egyptsky isfet).
Nejvýraznějším (i když zdaleka ne jediným) zdrojem pro pochopení maat v obecnějším společenském významu jsou staroegyptské Knihy moudrých rad do života. Do jisté míry normativní povahu má jen 125. kapitola Knihy mrtvých obsahující výpověď zemřelého před podsvětním soudem, jíž prokazuje svou mravní čistotu výčtem skutků, jichž se nedopustil (takzvaná negativní zpověď).

### Bohové

Bůh Re

Egyptští bozi vychází z různých přírodních kultů, kterých se po celou existenci tohoto náboženství nezbavili. Tzn., že tito bozi byly uctíváni v podobě přírodních úkazů, zvířat či rostlin. Je důležité říci, že ne vždy se jednalo o konkrétní zvíře, rostlinu či přírodní jev, ale bůh byl uctíván ve všech rostlinách, zvířatech či přírodních jevech, což nutně neznamenalo, že jde o boha nejvyššího. Bůh mohl, ale nemusel mít nějakou specifickou funkci, tj. oblast působnosti. Pokud ji neměl, jednalo se prostě o boha, který byl a pravděpodobně nikdo neřešil co tento bůh dělá.
Dalším důležitým aspektem je, že bohové zpravidla nemají svůj životopis, resp. takový životopis má jen málo bohů. Tzn. není známo nic o tom jak a kdy, či komu se narodili, není ani znám jejich život, často se u nich setkáme s tím, že není nijak známo co bylo dříve a co později.
Obecně lze o těchto bozích ještě soudit, že nebyli nesmrtelní, ačkoli po smrti zůstávali bohy v podsvětí, z toho by šlo vyvodit, že pro zemřelé neměli již žijící bohové žádný význam. Toto však není splněno, neboť v podsvětí lidé, podle egyptské mytologie, uctívají stejné bohy jak v říši živých.
U egyptských bohů se lze setkat s několika zvláštními věcmi, první je jejich často komplikovaný vznik, další je jejich vystupování, které je často plné rozporů a tak i „kladní“ bozi občas vystupují v roli vyloženě záporné, toto je spíše otázka mytologie. Z mytologie také víme, že morálka tehdejších bohů vycházela z předhistorického či raně historického období a tak se občas dostávala i mimo rámec tehdejších dobrých mravů, neboť vývoj egyptského náboženství byl pomalejší než vývoj společnosti (např. bohové se nepozastavují nad znásilněním Hora).

#### Panovník
Vládce Egypta byl faraon, který byl považován za boha. Bohem byl nejen po smrti, ale již během svého života. Byl považován za vtělení boha Hora, od 5. dynastie je součást královské titulatury fráze Syn Reův a nejpozději od nové říše byl faraon považován za syna Amona. Jako božská bytost byl zárukou zachování práva, pořádku a principu Maat. Zároveň však byl i odpovědný za jeho dodržování a fungování a nepřízeň záplav či neúroda mohly být vnímány jako nespokojenost bohů s Faraonem a jeho spravováním země.

#### Zobrazování bohů
Velmi typické pro egyptské náboženství je zobrazování bohů v podobě zvířat, či v podobě různých zvířecích a později i lidských hybridů. Jednotliví bozi nemají stálou podobu a jsou zobrazováni v mnoha podobách a často bývá problémem rozlišit jednotlivé bohy, či vysvětlit proč právě docházelo k tomuto zobrazení. Zvláštností je také neměnnost těchto podob v závislosti na čase.

### Kulty
V egyptském náboženství hrála významnou roli celá řada kultů. Téměř všechny vycházely z názorů přírodních počátků tohoto náboženství. Egypťané pak věřili, že určitá zvířata či rostliny jsou posvátná a některá byla samotným bohem. Aby se zvíře stalo bohem muselo splňovat jisté specifické znaky, asi nejznámějším takovým zvířetem je Ápis, takový býk musel splnit řadu znaků a byl jen jeden, po jeho smrti se kněží vydali hledat nového. Tyto kulty byly zpravidla regionální a většího významu se jim dostalo, pokud se vyznavač takového kultu stal panovníkem (farao). Ačkoli nejznámějšími posvátnými zvířaty jsou kočky a býk, lze tvrdit, že každé zvíře, které se v Egyptě vyskytovalo, bylo někde posvátné. Posvátnost zvířete v nějaké oblasti, nebránila jiné oblasti toto zvíře hubit (krokodýl).

## Chrámy
Egypťané stavěli skutečně velké množství chrámů, ačkoliv přesnější by bylo hovořit o chrámových komplexech. V těchto chrámech byla často chována posvátná zvířata, některé chrámy byly spojeny s hrobkou krále (faraona). Typů chrámů existuje mnoho, třebaže jejich typologie nebyla doposud objasněna. Přesto egyptologové na základě architektonických znaků odvozených zpravidla od účelu stavby rozeznávají několik typů chrámů.
Většina těchto chrámů se nezachovala, nebo se zachovaly pouze trosky a některé z významných chrámů nebyly dosud objeveny. Přesto existuje i celá řada relativně zachovalých chrámů, většinou z Nové říše a pozdějších období, ze kterých si lze učinit představu jak takový chrám vypadal. Chrámová architektura z počátku dějin egyptské civilizace je však obestřena hávem nejasností, neboť z této doby se mnoho nezachovalo. Chrámové komplexy vznikaly rozšiřováním a přestavováním starších staveb a z původních staveb do dnešních dnů mnoho nezůstalo.

### Nejznámější egyptské chrámy
- Abu Simbel, komplex dvou masivních skalních chrámů v jižním Egyptě na západním břehu Nilu.
- Abydos (Velký Chrám Abydos ), Významný především v době raných králů, a byl i jejich hřbitovem, ke kterému tvoří velkou pohřební kapli.
- Ain el-Muftella (Baharina oáza), pravděpodobně sloužil jako centrum městu El Qasr. To bylo pravděpodobně postaveno v době 26. dynastie.
- Karnak, část Théb
- Bani Hasan al Shurruq, ve Středním Egyptě blízko Al-Minya
- Chrám v Edfu, chrám z období Ptolemaiovců, je mezi Aswanem a Luxorem.
- Chrám Kom Ombo, Řídil obchodní cesty od Nubie k údolí Nilu.
- Luxorský chrám, budoval ho Amenhotep III. a Ramesse II., to bylo centrum Opet festivalu.
- Medinet Habu, chrámový komplexu z období Nového říše
- Dér el-Bahrí, Hatšepsutin pohřební chrámový komplex
- Philae, ostrov Philae s chrámem Aset který byl postaven ve 30. dynastii.
- Ramesseum, chrám stavěný Ramesem II.
- Chrámový komplex v Dendeře, hlavní je Hathořin chrám

## Egypt, náboženství a současnost
V současnosti je v zemi hlavním náboženstvím Islám, ke kterému se hlásí kolem 90% obyvatelstva. Původní staroegyptské náboženství bylo od nástupu křesťanství na ústupu a jeho pozice v zemi slábla. Poslední bašta tohoto náboženství (ostrovní chrám Philae) přežívala až do poloviny šestého století, tedy téměř 150 let po zákazu pohanských kultů v Impériu z roku 392.
Křesťanství se tedy na několik staletí stalo dominantním náboženstvím v zemi, což se však začalo měnit po roce 640, kdy byl Egypt dobyt Araby. Rok 830 pak znamenal další zvrat ve vývoji, když bylo krvavě potlačeno povstání, jehož hlavními účastníky byli právě Koptové, tedy egyptští křesťané. To značně změnilo poměr křesťanů a muslimů v neprospěch křesťanů a dodnes je islám dominantním náboženstvím v zemi.
Třebaže původní egyptské náboženství na počátku středověku v Egyptě vymizelo, přesto toto náboženství existuje v různých podobách i dnes, ačkoliv je na místě otázka, nakolik se v tomto případě dá hovořit o egyptském náboženství. Jedná se o rekonstrukcionistický proud (čili jde o snahu o obnovu tohoto náboženství v současném světě a o navázání na jeho tradice) označovaný pojmem kemetismus. Ten však není nikterak jednotný a tvoří jej několik samostatných organizací, nemluvě o kemetistech, kteří nejsou v žádné z nich.
Krom těchto rekonstrukcionistických snah mohou existovat i jiné reflexe, například v podobě tzv. Kemetic Wiccy. Wicca je náboženství, které je ve své elektické podobě značně variabilní, proto může mít Wicca mnoho různých podob, z nichž jednou je i egyptská wicca, kombinujíc v sobě jak principy Wiccy jako takové tak i principy starověkého egypta.
Přítomnost těchto (novo)pohanských proudů v samotném Egyptě není zatím potvrzená, ale vzhledem k hrdosti dnešních Egypťanů na faraonskou minulost své země to lze očekávat.